# Villa Pesqueira
Villa Pesqueira é um município do estado de Sonora, no México.